# AMD Quad FX平台
AMD Quad FX平台是個以電腦狂熱者為目標的AMD多處理器平台。
這個平台容許用家把兩個雙核心Socket F的中央處理器 (CPU)安裝於一塊主機板上，使得這個平台提供總共四個物理運算核心。這與雙中央處理器方案相似，兩個中央處理器安裝於一塊主機板上以提供額外的運算能力。兩者最大的分別在於"AMD Quad FX平台"方案內的每個物理運算核心擁有各自獨立的記憶體。"AMD Quad FX平台"擁有以消費者平台為目標HyperTransport連接。用家可以完全利用"AMD Quad FX平台"四個運算核心的作業系統及其他應用程式將可以見到性能上的提升。

## 競爭對手
這個平台的主要對手是來自英特尔。英特尔於2006年7月尾發佈了其Conroe桌面級處理器，亦於2006年11月發佈了四核心的Kenstfield，形號為Core 2 Extreme QX6700。

## 市場滲透度
平台於2006年11月發佈。有三款處理器可供選擇，分別是FX-70，FX-72和FX-74，頻率是2.6 GHz，2.8 GHz和3.0 GHz。FX-76亦於翌年推出，頻率是3.2 GHz。以美國為基地的電腦供應商，戴尔的子公司Alienware於平台發佈時，已即時推出有關產品。Alienware稱該平台為"AMD Quad FX技術"。
NVIDIA為該平台推出了一款晶片組，稱為"nForce 680a"，它支援四條PCI-Express接口，規格為x16-x8-x16-x8，亦擁有12個SATA-2接口。華碩電腦會生產首款適用該平台的主機版，它支援兩個Socket F接口（NVIDIA稱之為Socket L1FX），每個接口有自己的記憶體通道。這款主機版稱為"ASUS L1N64-SLI WS"，採用了nForce 680a晶片組。華碩成為唯一的主機版供應商，這措施令同業不滿，迫使其他廠商研發基於英特尔平台的主機版。
2006年10月，有網站報導稱ATI會推出對應Quad FX平台的晶片組，名為"RD790"，它支援四張PCI-Express接口的顯示卡，PCI-Express的規格為x8-x8-x8-x8，於2007年上半年推出。"RD580"晶片組亦會同時推出，它支援兩個處理器和三張顯示卡。

## 未來更新
預計於2007年，用家可以購買到AMD的四核心處理器。透過這個平台，用家可購買兩顆四核心處理器，令整個平台有八個物理核心，新平台亦有機會被稱為"4x4+"和"4x4++"。屆時亦可能推出新的晶片組，去支援新四核心處理器的HyperTransport制式。當然，基於AMD處理器的向後兼容性，舊的晶片組亦可以支援新處理器，只是不能完全發揮應有性能。